# Hessonita
Hessonita o Cinnamon Stone es una variedad de grosularia, un mineral de calcio de aluminio del grupo de los granates con la fórmula general Ca3Al2Si3O12. Su nombre proviene de la palabra griega hēssōn traducida como inferior, hace referencia a que tiene una menor densidad y dureza que la mayoría de las demás variedades de granate. 
Su color característico es el rojo, con una inclinación al naranja, al igual que la joya de circón. Se demostró hace muchos años, por el Sr. A. H. Church, que muchas joyas, especialmente las de piedras grabadas, consideradas continuamente circón, fueron realmente hessonitas. La diferencia puede ser detectada fácilmente por el peso específico, las hessonitas tienen de 3,46 a 3,64 mientras que las de circón tienen 
de 4 a 6. La hessonita tiene una dureza similar a la de un cuarzo, sobre 7 en la escala de Mohs, mientras que el granate la mayoría de las especies puede alcanzar los 7.5. 
Las hessonitas provienen principalmente de Sri Lanka, donde se encuentran en depósitos mineros de placer, aunque se desconoce la situación de su veta principal. También se la puede encontrar en Brasil y California.